# Macromagnitud
En economía, las macromagnitudes son una medición cuantificada de los hechos y datos de trascendencia económica de un país o región, se utilizan para medir las operaciones y flujos que tienen lugar en ese espacio, lo que permite tener una visión de conjunto de la economía de ese país. La magnitud económica básica y originaria de la que parten todas las demás es el Producto interior bruto, que forma parte del sistema de la contabilidad nacional de un país.
La Macroeconomía estudia los fenómenos que afectan al conjunto de la economía como la inflación, el desempleo y el crecimiento económico. La microeconomía lleva a cabo un estudio de la forma en que los hogares y las empresas toman sus decisiones e interactúan entre sí en los mercados, frente al análisis individualizado que hace la microeconomía.
Pero un conocimiento de estas variables que no pueda ser medido y expresado en cifras, es un conocimiento débil e insatisfactorio y sin que tenga pleno carácter científico.
Las macromagnitudes suponen una serie de elementos mensurables estadísticamente que sirven de fundamento valioso para el estudio de la teoría macroeconómica y nos dan una visión sistemática de la estructura y funcionamiento del proceso económico, en función de las interrelaciones de las corrientes de renta y de producto Así estas macromagnitudes muestran un panorama global de la situación de la economía de un territorio y permiten a sus autoridades económicas determinar si se encuentra en fase de expansión o depresión, si necesita un impulso o debe controlarse levemente. Sin indicadores de los agregados económicos, estas autoridades se encontrarían en un mar de datos desordenados.

## Criterios de valoración

### Magnitudes interiores o nacionales
El Producto Interior se refiere a los bienes y servicios generados dentro del país, mientras que el producto nacional recoge lo producido por los factores nacionales, estén empleados dentro o fuera del país. Teniendo en cuenta que también existen factores extranjeros colaborando en la producción nacional, será preciso deducirlos del Producto Interior (PI) para obtener el Nacional. La forma de valorar la aportación de los factores, los nacionales en el exterior y los extranjeros en el interior, se hace teniendo en cuenta las rentas generadas.
| Símbolo              | Nombre                                                    |
| -------------------- | --------------------------------------------------------- |
| {\displaystyle PIB}  | Producto interno bruto                                    |
| {\displaystyle PNB}  | Producto nacional bruto                                   |
| {\displaystyle rfne} | Rentas de los factores nacionales en el extranjero        |
| {\displaystyle rfen} | Rentas de los factores extranjeros en territorio nacional |

### Magnitudes brutas y netas
En Macroeconomía La diferencia entre una magnitud valorada en términos brutos o netos estriba en que se tenga en cuenta o no el consumo de capital fijo o depreciación que se produce durante el proceso productivo. Cualquier economía inicia el periodo productivo con una maquinaria, instalaciones, naves industriales, carreteras, etc., que integran su capital; al final del periodo este equipo ha sufrido un desgaste por su participación en el proceso productivo. La magnitud bruta es entonces la producción total del periodo, en tanto que la producción neta es la producción del país cuando se mantiene intacto el capital fijo. Esta última magnitud tiene una importancia económica mayor porque indica la capacidad de generación de nuevos productos, en tanto que la primera nada nos dice del estado del equipo capital, ya que en periodos de emergencia podría conseguirse una importante elevación de la producción a costa de forzar el capital fijo.
La depreciación puede ser física, provocada por el deterioro sufrido en el proceso productivo, o económica, al hacerse el equipo más costoso en relación con la aparición de nuevas generaciones de máquinas más perfeccionadas que hacen obsoletas las ya instaladas. La cuantificación de la depreciación es compleja, señalando únicamente que en la Contabilidad Nacional se tiende a hacer una estimación que recoja, de forma aproximada, el coste de utilización del capital.
Un país que quiera lograr una rápida expansión de su producción deberá realizar un esfuerzo que limite su producción de bienes de consumo (y, por tanto, reduzca el consumo) para dedicar recursos que le permitan aumentar el capital productivo, es decir, lograr una inversión neta positiva. Por el contrario, un país con una permanente inversión neta negativa, en el que la inversión bruta no compense la depreciación del capital fijo, verá reducirse su capital lo que irremediablemente provocará una caída de la producción futura.

### Valoración a precio de mercado y valoración a coste de los factores
Al valorar la producción obtenida en un periodo determinado se pueden utilizar distintos criterios.
- Valoración a precio de mercado: precio al que se venden las mercancías o servicios a los compradores.
- Valoración a coste de los factores que sería el resultado de la agregación de la remuneración de los factores productivos.

La diferencia entre una y otra viene motivada por la intervención del Estado, que unos casos grava las compraventa de los productos, incrementando el precio de éstos y en otras subvenciona el precio de los productos disminuyéndolos. Por tanto la valoración a precio de mercado será igual al precio de los factores más los impuestos indirectos ligados a la producción (Ti) y menos las subvenciones a empresas (Su).

{\displaystyle PIB_{pm}=PIB_{cf}+T_{i}-S_{u}\,}

## Principales magnitudes
- Producto interior bruto
- Producto nacional bruto
- Renta per cápita
- Renta nacional
- Valor Agregado Bruto